# Детлеф Лаано
Детлеф Лаано (англ. Detlef Lienau; 17 лютого 1818, м. Ютерзен, Німеччина — 29 серпня 1887, м. Нью-Йорк, США) — архітектор, уродженець Гольштейну, один з 29 членів-засновників Американського інституту архітекторів. Йому приписують введення французького стилю в американське будівництво, зокрема використання мансардного даху. Колеги та клієнти відзначали його креативність та технічну досвідченість.

## Життєвий та творчий шлях

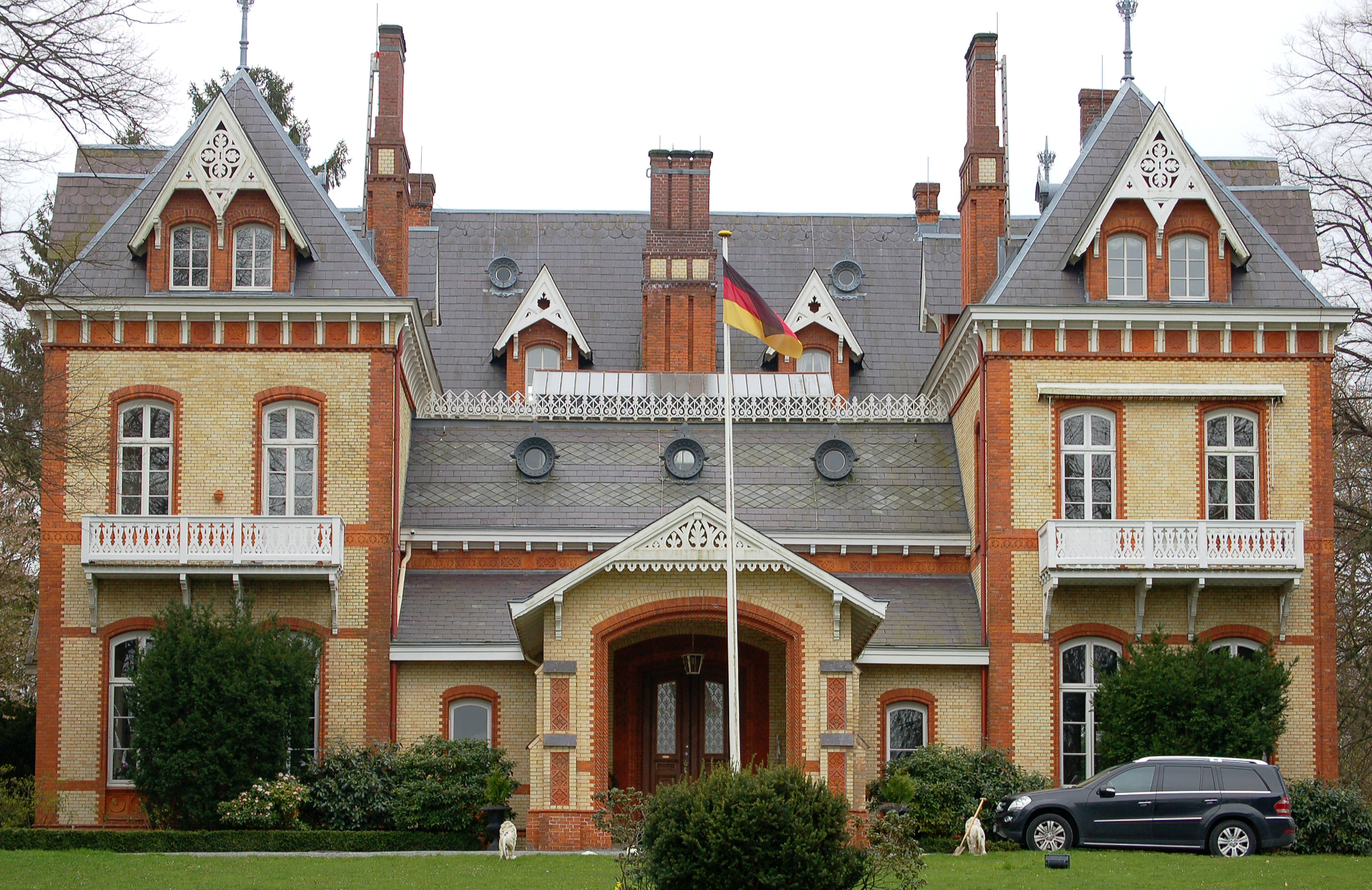
«Schloss Düneck» у Моррезі, Німеччина

Детлеф Лаано народився 17 лютого 1818 року в данському місті Ютерзен, яке згодом стало частиною Німеччини.
1848 року він виїхав на постійне міце проживання до США, де через 5 років (11 травня 1853 року) одружився з Кетрін Ван Гізен Буар.
Для нього це був перший, а для його дружини — другий шлюб. У сім'ї народилося 5 дітей:
- Яків Август Лаано;
- Детлеф Лаано II;
- Катерина Корнелія Лаано;
- Люсі Лаано;
- Луїза Лаано.

Усі діти, окрім його старшого сина Якоба Августа, померли у молодому віці. Якоб Август продовжив справу батька, але проектував переважно житлові будинки. Його партнером став Томас Неш, і це співробітництво тривало до кінця 1920-х років.

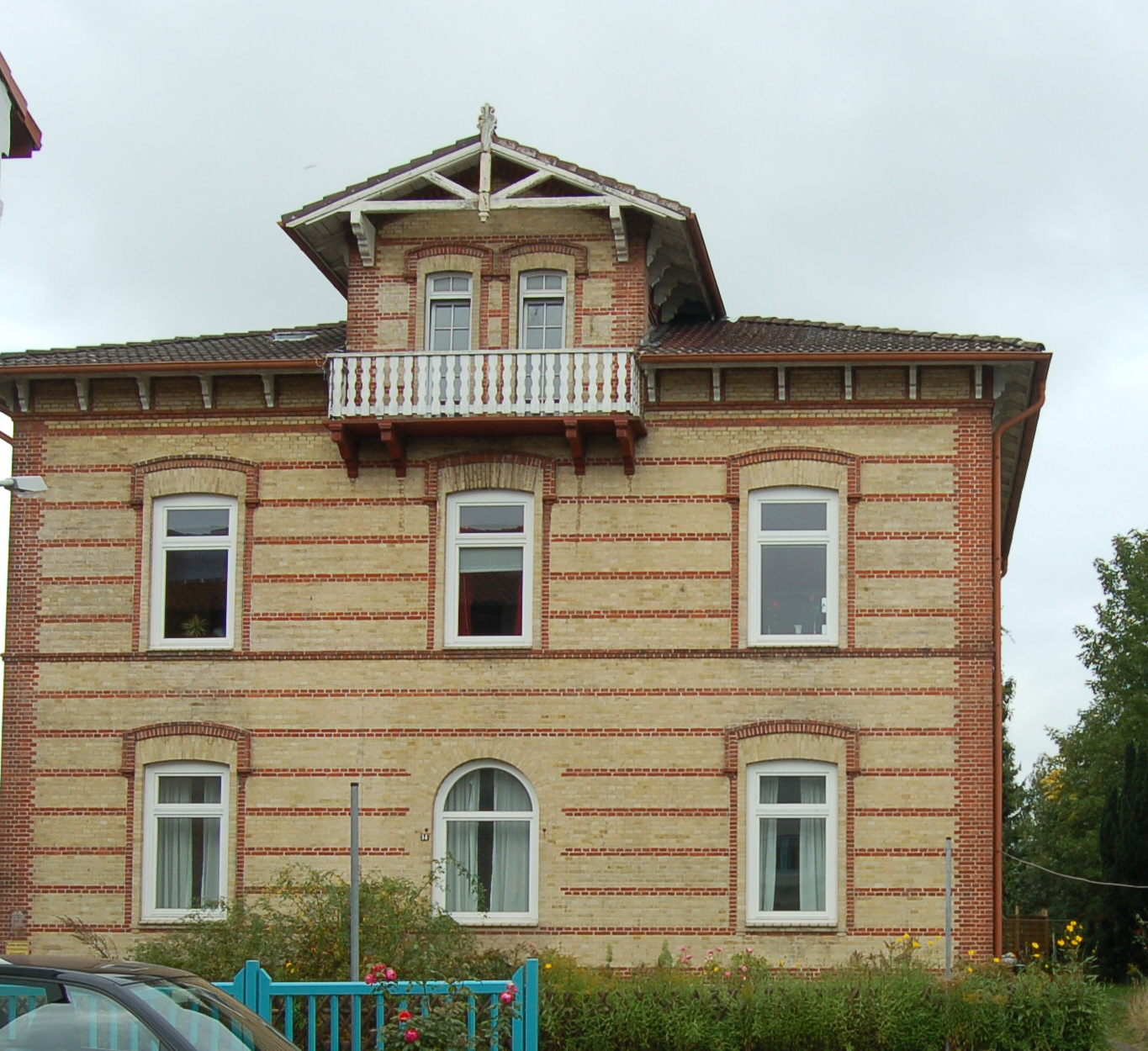
Будинок родини Лаано в м. Ютерзен, Німеччина

1861 року померла його дружина Кетрін, через 5 років він одружився вдруге з Гаррієт Джейн Врікс, яка народила двох дітей: Елеонору Ф. та Джейкоба Генрі.
Джейкоб Генрі в 1935 році подарував близько 800 професійних малюнків свого батька, фотографій та інших документів бібліотеці архітектури та образотворчого мистецтва Avery при Колумбійському університеті.
Детлеф Лаано помер та був похований у Нью-Йорку.

## Будівлі

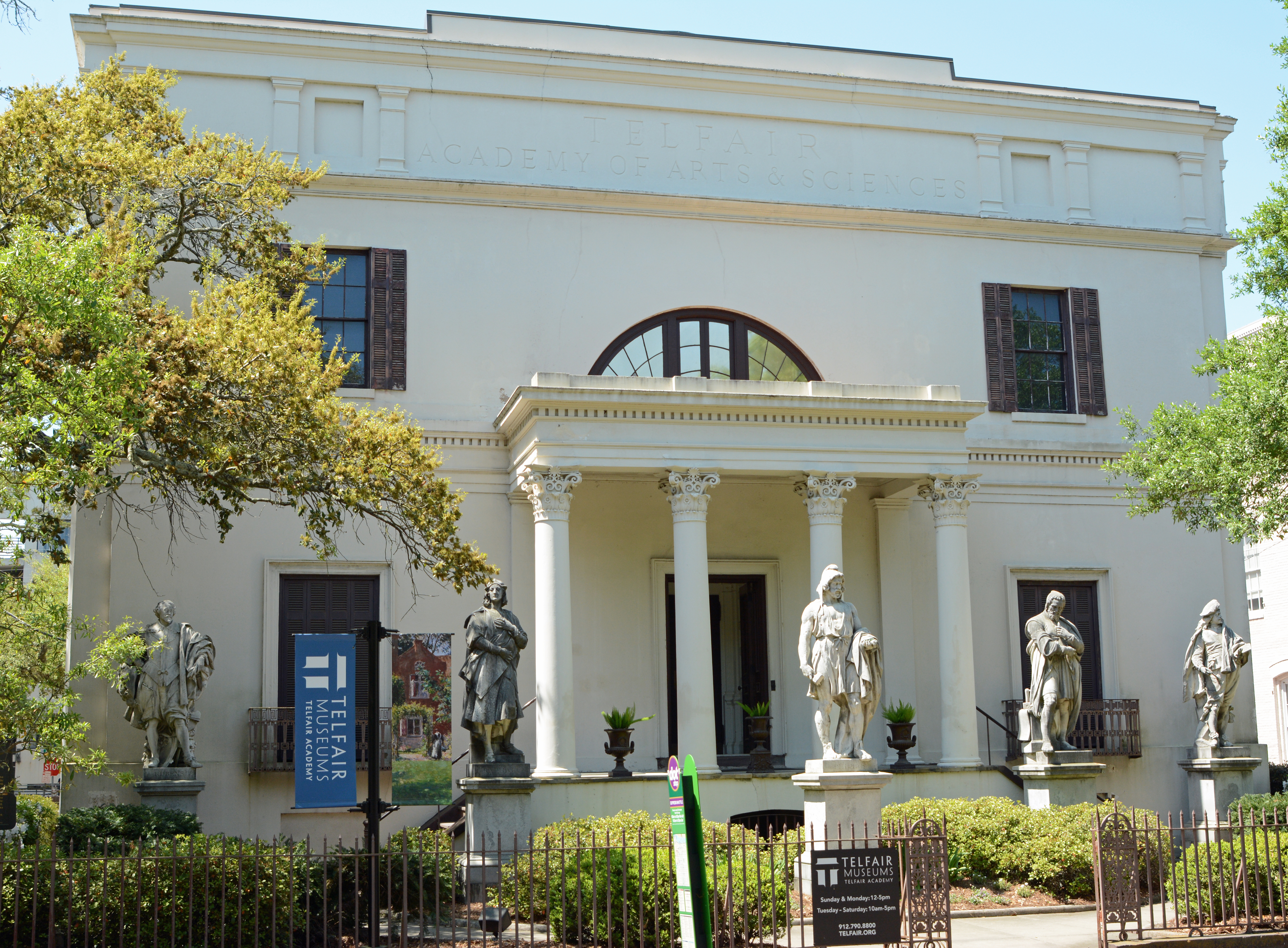
Телфайрська академія в Савані, штат Джорджія, США

Будівлі за авторства Детлефа Лаана:
- 1849 — котедж Майкла Лінау, Нью-Джерсі.
- 1852 — Пляжний Кліфф, Кайн Вілла, Ньюпорт, Річленд.
- 1852 — Харт М. Шифф Хаус, Нью-Йорк.
- 1854 — Проспект Наррагансетта 50, Ньюпорт, Річленд.
- 1859 — будинок Вільяма Шермерхорна, Нью-Йорк.
- 1862 — цукрозавод FO Matthiessen & Weichers, Джерсі-Сіті, Нью-Джерсі.
- 1864 — перший Національний банк, Джерсі-Сіті, Нью-Джерсі.
- 1865 — New York Life & Trust Company, Нью-Йорк.
- 1868 — Нью-Йоркська компанія з переробки цукру, Джерсі-Сіті, Нью-Джерсі.
- 1868 — Фабрика та склад Маркот, Нью-Йорк.
- 1869 — будинок Едмунда Шермерхорна, Нью-Йорк.
- 1870 — будинок пані Ребекки Джонс Блок, Нью-Йорк.
- 1871 — Американський жокейний клуб, Нью-Йорк.
- 1871 — Блок Генрі А. Буара, Джерсі-Сіті, Нью-Джерсі.
- 1871 — квартири Шермерхорн, Нью-Йорк.
- 1872 — готель Grosvenor House, Нью-Йорк.
- 1872 — Вілла Майкла Лінау (Schloss Düneck); Мурредж, Німеччина.
- 1873 — резиденція Меттью Вілкса (Крікстон Парк, Блер, ОН, Канада.
- 1874 — будівля горища DeLancey Kane Estate, Нью-Йорк.
- 1875 — нова Теологічна семінарія в Брансвіку (бібліотека мудреців), Нью-Брансвік, Нью-Джерсі.
- 1879 — таунхаус Джорджа Мосля, Нью-Йорк.
- 1880 — котедж Уолтера Х. Льюїса, Ньюпорт, Річленд.
- 1881 — будівля магазину і горища Вільяма Шермерхорна, Нью-Йорк.
- 1881 — будівля Баррона Лофт, Нью-Йорк.
- 1882 — офісна будівля парафії Данила, Нью-Йорк.
- 1883 — Котедж Мері М. Вільямс, Сомерсет, Нью-Джерсі. Дивіться: Tulipwood (домашня)
- 1883 — будівля крамниці та горищних приміщень Данила, Нью-Йорк, Нью-Йорк.
- 1884 — будинок пані Мері М. Вільямс Ро, Нью-Йорк, Нью-Йорк.
- 1886 — реставрація особняка родини Тельферів як Тельфайрська академія мистецтв і наук
- 1887 — Лінау-Вільямс Роу, Нью-Йорк.

Будівлі внесені до Національного реєстру історичних місць
- 1852 — Френсіс Cottenet Villa (Нюй), Ардслі-он-Хадсон, штат Нью-Йорк.
- 1853 — Церква благодаті Ван Ворста, Джерсі-Сіті, штат Нью-Джерсі[2]
- 1868 — Парк в'язів (тепер відомий як «Садиба Локвуд-Метьюз»), Норволк, Коннектикут, КТ.
- 1875 — надвірні споруди Едварда Беха (Розенлунд, тепер Меріст-коледж), Пафкіпсі, Нью-Йорк.
- 1876 — історичне товариство Джорджії (Ходжсон Холл), Саванна, штат Джорджія.